# Mennetou-sur-Cher
Mennetou-sur-Cher település Franciaországban, Loir-et-Cher megyében. Lakosainak száma 846 fő (2022. január 1.). Mennetou-sur-Cher Châtres-sur-Cher, Langon-sur-Cher, Maray és Saint-Loup községekkel határos.

## Népesség
A település népességének változása:
| Lakosok száma | 967  | 900  | 827  | 880  | 886  | 902  | 885  | 875  | 877  | 846  |
|               | 1968 | 1982 | 1990 | 2006 | 2013 | 2015 | 2017 | 2019 | 2020 | 2022 |